# Мар'янівка (Брусилівська селищна громада)
Мар'я́нівка (колишня назва Марієндорф) — село в Україні, у Житомирському районі Житомирської області. Входить до складу Брусилівської селищної громади. Населення становить 76 осіб.
Село засноване у 1870-і роки як німецька колонія Марієндорф.